# シュレック (映画)
『シュレック』（原題: Shrek）は、2001年のアメリカ合衆国のコンピュータアニメーション・ファンタジー・コメディ映画。

## 概要
ウィリアム・スタイグが1990年に発表した絵本『みにくいシュレック』を原作とする。
アンドリュー・アダムソンとヴィッキー・ジェンソンが本作から監督としてデビューし、マイク・マイヤーズ、エディ・マーフィ、キャメロン・ディアス、ジョン・リスゴーなどが声を担当している。主にディズニーアニメーションを対象とした、他の童話の翻案作品のパロディである。
オーガであるシュレックは、王を目指す堕落したファークアード卿によって追放されたおとぎ話のキャラクターたちが、自分の沼地を蹂躙しているのを発見する。そこで、ファークアード卿が結婚を望むフィオナ姫を城から救出する見返りに、沼の支配権を取り戻す取引をする。ドンキーの助けを借りて冒険に乗り出したシュレックは、やがてフィオナと恋に落ちるが、フィオナにはシュレックの人生を大きく変える秘密が隠されていた。
1991年にスタイグから『みにくいシュレック』の著作権を購入したスティーヴン・スピルバーグは、この本をもとにセルアニメ映画を制作する予定だったが、ジョン・H・ウィリアムズの説得により、1994年に新しく設立されたドリームワークスに企画を持ち込むことになった。ジェフリー・カッツェンバーグは、スピルバーグからスタジオの権利を購入した直後の1995年に、本作の制作を積極的に開始した。当初、クリス・ファーレイがシュレックの声を担当し、必要な台詞のほぼすべてを録音していた。1997年、ファーレイが本作の完成を待たずに亡くなったため、マイク・マイヤーズが新たな声優として起用され、最終的にシュレックのスコットランド訛りを出すことに落ち着いた。当初はモーションキャプチャで制作する予定だったが、テストの結果が芳しくなかったため、最終的にパシフィック・データ・イメージズにコンピュータアニメーションの制作を依頼した。
2001年のカンヌ国際映画祭でプレミア上映され、パルム・ドールを競った。アニメーション、声の演技、サウンドトラック、脚本、ユーモアなど、批評家から広く賞賛され、大人と子供の両方を同時に対象としていることが賞賛された。2001年5月18日にアメリカで劇場公開され、製作費6,000万ドルに対して全世界で4億8,400万ドルの興行収入を記録し、2001年で第4位の興行収入となった。また、史上初のアカデミー長編アニメ映画賞を受賞し、脚色賞にもノミネートされた。さらに、英国映画テレビ芸術アカデミーから6つの賞にノミネートされ、最終的に脚色賞を受賞した。本作の成功により、ドリームワークス・アニメーションは、長編コンピュータアニメーションにおいてピクサー・アニメーション・スタジオと並ぶ有力な競争相手となり、『シュレック2』（2004年）、『シュレック3』（2007年）、『シュレック フォーエバー』（2010年）という3本の続編が公開され、さらに2本のホリデー・スペシャル、スピンオフ映画『長ぐつをはいたネコ』『シュレックシリーズ』の先駆けとなるミュージカルが公開された。第4作の公開前に第5作の企画が中止されたものの、2016年に企画が復活した。しかしその後、制作や公開時期の候補が後ろ倒しになるなど、停滞している。
アメリカ議会図書館から「文化的、歴史的、美学的に重要」と見なされた本作は、2020年にアメリカ国立フィルム登録簿に保存されることが決定している。

## ストーリー
沼のほとりの小さな小屋にシュレックという緑色の醜いオーガが暮らしていた。ある日、領主のファークアード卿は国中のおとぎ話のキャラクターたちに賞金を懸けて人々に捕まえさせ、シュレックの住む沼地へ追放した。シュレックの家とその周辺はおしゃべりロバのドンキーを始めとして、ピノキオやオオカミ、七人の小人などのおとぎ話のキャラクターたちに占領されてしまう。静かな生活を取り戻したいシュレックは、ファークアード卿に追放令を取り消すように話をつけるため、ドンキーに道案内をさせ、ファークアード卿が住むデュロックの街へと向かう。
一方デュロックの城では、ファークアード卿が魔法の鏡に王になる方法を尋ね、魔法の鏡は「真の王になるためにはプリンセスと結婚する必要がある」と答える。ファークアード卿は鏡が薦める3人のプリンセスの中から、火を吐く凶暴なドラゴンの守る塔に閉じ込められているフィオナ姫を選ぶ。しかし、自身で助けに向かうことに身の危険を感じたファークアード卿はフィオナ救出の「特権」を与えるトーナメントを企画する。シュレックとドンキーはトーナメント中にデュロックに到着し、城の兵士たちと戦いになるが、全員を倒してしまう。その強さを見たファークアード卿は、シュレックにフィオナを助け出したら沼からおとぎ話のキャラクターたちを追い出してやると約束する。仕方なくシュレックとドンキーはフィオナを助ける旅に出る。
塔に着くと、火を吐く巨大なドラゴンが襲ってくるが、ドンキーは得意の口のうまさでドラゴンを手なずける。シュレックは塔のてっぺんの部屋で眠るフィオナを見つけ、叩き起こし塔から逃げ出すが、白馬の騎士を待っていたフィオナは助けたのがシュレックだったため気を落とす。しかしフィオナは、シュレックが醜さのため人から嫌われると嘆くのを偶然耳にして、シュレックと仲直りする。森を通る時にムッシュ・ロビン・フッドとその一味が襲ってくるが、フィオナはカンフーで倒す。シュレックとフィオナはだんだん打ち解けてお互い惹かれあって行く。ところが、フィオナは日が沈むと夜明けまで醜い緑色のオーガに変身するという魔法をかけられていた。その魔法は運命の人と口づけを交わさなければ解けないことになっていた。フィオナの秘密を知らないシュレックは、フィオナから嫌われていると誤解して沼に帰ってしまう。魔法を解くためにファークアード卿との結婚を決めたフィオナだったが、シュレックの事が忘れられないでいた。沼に帰ったシュレックもフィオナを想っていたが、ドンキーに説得され、ドラゴンに乗って結婚式へ向かう。フィオナとファークアード卿がキスしようとした瞬間、シュレックが乗り込み、フィオナに告白する。その時日が沈み、フィオナはオーガの姿になる。ファークアード卿はフィオナを醜いと罵り、兵士にシュレックを捕えさせようとするが、ドラゴンに食べられてしまう。シュレックとフィオナが口づけを交わすと、魔法が解けてフィオナは元の美しい姿に戻るはずだったが、なぜかオーガのままだった。しかしシュレックはそんなフィオナを美しいと言い、ふたりは結婚してタマネギの馬車に乗り、沼のほとりの家で幸せに暮らした。

## キャスト
| 役名                       | 声優                                                          | 声優                       |
| 役名                       | 原語版                                                        | 日本語吹替版               |
| -------------------------- | ------------------------------------------------------------- | -------------------------- |
| シュレック                 | マイク・マイヤーズ                                            | 浜田雅功 （ダウンタウン）  |
| ドンキー                   | エディ・マーフィ                                              | 山寺宏一                   |
| フィオナ姫                 | キャメロン・ディアス                                          | 藤原紀香                   |
| ファークアード卿           | ジョン・リスゴー                                              | 伊武雅刀                   |
| クッキーマン               | コンラッド・ヴァーノン                                        | 結城比呂                   |
| ピノキオ                   | コディ・キャメロン                                            | 飛田展男                   |
| 三匹の子豚                 | コディ・キャメロン                                            | 龍田直樹 山崎たくみ 稲葉実 |
| オオカミ                   | アーロン・ワーナー                                            | 内海賢二                   |
| ムッシュ・ロビン・フッド   | ヴァンサン・カッセル                                          | 王様                       |
| セロニアス                 | クリストファー・ナイツ                                        | 島香裕                     |
| スリー・ブラインド・マイス | マイク・マイヤーズ クリストファー・ナイツ サイモン・J・スミス | 小形満 中多和宏 仲野裕     |
| 魔法の鏡                   | クリス・ミラー                                                | 稲葉実                     |
| ゼペット                   | クリス・ミラー                                                | 丸山詠二                   |
| 兵長                       | ジム・カミングス                                              | 鈴木勝美                   |
| 老婆                       | キャスリーン・フリーマン                                      | 定岡小百合                 |
| マスコットの男性           | アンドリュー・アダムソン                                      | -                          |
| 小熊                       | ボビー・ブロック                                              | -                          |
| ピーターパン               | マイケル・ガラッソ                                            | -                          |

その他にも日本語吹替版では、田中正彦、水野龍司、大川透、田原アルノ、伊藤和晃、小室正幸、石川寛美、岩本裕美子、小暮英麻、水間真紀、佐藤しのぶが声を担当している。

## 制作

### 制作
ドリームワークス設立当時、プロデューサーのジョン・H・ウィリアムズが子供たちから絵本『みにくいシュレック』を譲り受け、持ち込んだところ、ジェフリー・カッツェンバーグの目に留まり、スタジオは映画化を決定した。映画制作のきっかけについて、ウィリアムズは次のように語っている。
| 「                       | すべての制作契約は売り込みから始まりました。私の売り込みは当時の幼稚園児から、彼の就学前の弟と協力して行いました。原作本を2回目に読んだとき、幼稚園児は本の大部分を引用し、自分が読めたように装うようになりました。大人になっても、シュレックはとんでもなく、不遜で、象徴的で、グロくて、とにかく楽しい作品だと思っていました。彼は、映画を求める偉大な映画のキャラクターだったのです。 | 」 |
| —ジョン・H・ウィリアムズ | |    |

映画化権を買い取ったカッツェンバーグは、1995年11月から積極的な制作を開始した。スティーヴン・スピルバーグは以前、ドリームワークス設立前の1991年に絵本の権利を購入し、ビル・マーレイがシュレック、スティーヴ・マーティンがドンキーを演じるセルアニメ映画を考えていた。制作当初、共同監督のアンドリュー・アダムソンは、カッツェンバーグに怯むことなく、どれだけ大人向けの映画にするべきか議論を重ねたという。カッツェンバーグは、大人と子供の両方の観客を取り込もうとしたが、アダムソンのアイデアの中には、性的なジョークを入れたり、サウンドトラックにガンズ・アンド・ローゼズの音楽を入れたりと、あまりに無茶なものがあったため、それを却下した。1997年にアダムソンとケリー・アズベリーが加わり、共同監督を務めた。しかし、アズベリーはその1年後、映画『スピリット』の製作のために退社し、代わりにストーリー・アーティストのヴィッキー・ジェンソンが就任した。アダムソンとジェンソンは、映画のシークエンスに関する具体的な質問をする相手がわかるように、半分ずつ仕事をすることにした。「結局、2人で多くのことをこなすことになりました。私たちは2人ともコントロールフリークで、何でもやりたがるタイプなんです」とアダムソンは言う。
シュレックの家の初期のスケッチは、1996年から1997年にかけてAdobe Photoshopを使って描かれたものであり、そのスケッチでは、シュレックが最初にワートクリークという人間の村の近くのゴミ捨て場に住んでいるところが描かれている。また、両親と同居し、寝室に腐った魚を置いていたと思われる時期もあった。ドンキーは、カリフォルニア州パロアルトのバロンパークで飼われていた本物ののロバ、ペリクレス（1994年生まれ、通称ペリー）がモデルになっている。シュレックのスーパー・バイジング・アニメーターであるラマン・ヒュイは、フィオナは「実在の人物をモデルにしたものではない」と述べ、監督たちが最終的なデザインを決めるまでに、100体以上のフィオナの彫刻を作ったという。制作当初、アートディレクターはハースト・キャッスルやストラトフォード＝アポン＝エイヴォン、ドルドーニュ県などを訪問し、インスピレーションを得た。アートディレクターのダグラス・ロジャースは、サウスカロライナ州チャールストンのマグノリア農園を訪れ、シュレックの沼地のインスピレーションを得た。本作で使われなかったキャラクターとして、ゴルディロックスと眠れる森の美女がある。
制作中、『プリンス・オブ・エジプト』など他のプロジェクトで失敗したアニメーターが、本作の制作に回されることがよくあった。この配置転換は「シュレーク」と呼ばれた。

### キャスティング
ニコラス・ケイジは当初、シュレックのオファーを受けていたが、オーガの姿になるのが嫌だと断った。

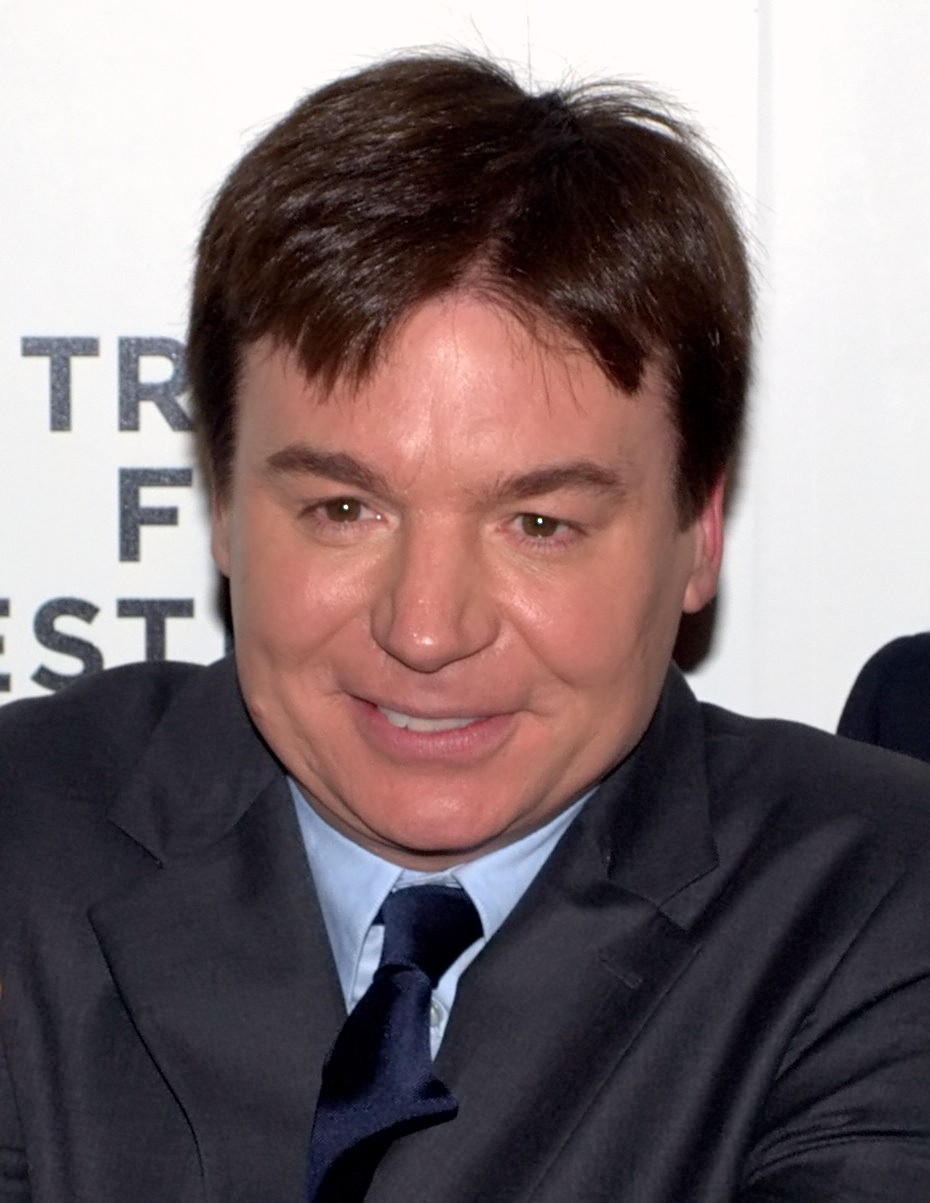
クリス・ファーレイの死後、マイク・マイヤーズがシュレックの声を担当した。

シュレックの声は、当初クリス・ファーレイが担当し、ほぼすべての台詞を録音していたが、完成前に亡くなってしまった。その後、ファーレイの録音した台詞のサンプルを使ったストーリー・リールが2015年8月に流出した。ドリームワークスはマイク・マイヤーズに新たな声の出演を依頼したが、彼は脚本を完全に書き直すよう主張し、ファーレイ版のシュレックの痕跡を残さないようにした。マイヤーズによると、シュレックの声を担当したいと思った理由は2つあるといい、1つはジェフリー・カッツェンバーグと一緒に仕事をする機会を得たかったこと、2つめはありのままの自分を受け入れるという物語が素晴らしいと感じたからだという。
マイヤーズが1999年中に声の収録を終え、映画の制作が順調に進んだ後、2000年2月に本作のラフカットが彼に見せられた。マイヤーズは、母親が読み聞かせをする時に使うようなスコットランド訛りですべてのセリフを再録音するよう依頼した。また、『ハネムーンは命がけ』『オースティン・パワーズ：デラックス』など、他の作品で演じた訛りも使用した。DVDの解説によると、カナダ訛りなども使ってみたことがあるそうだ。この代替案を聞いたカッツェンバーグは、「あまりに良かったので、400万ドル分のアニメーションを取り出してもう一度収録をやり直した」と、シーンのやり直しに同意した。マイヤーズは、「噂されているように、『何百万ドル』もかかっていない。再録音を10回、20回しても給料は同じだった」と反論している。マイヤーズが声を担当したことで、ストーリーのポイントが明確になり、ギャグやコメディの部分も新鮮になった。「スピルバーグから、キャラクターを大切にしてくれてありがとうという手紙をもらったんだ。そして、スコットランドのアクセントが映画を良くした」とマイヤーズは言う。
もう1人、キャラクターの声を担当する予定だったのが、フィオナ姫でファーレイと共演することが決まっていたジャニーン・ガラファローだ。しかし、彼女は原因不明の理由でプロジェクトから外された。数年後、ガラファローは「（解雇の）理由は聞かされていない。私が時々男らしく聞こえるからかしら。なぜかわからないけど、誰も教えてくれなかった。でもね、この映画は何もしなかったんだから、誰も気にしないわよ」と述べた。

### アニメーション
シュレックは当初、実写とCGのハイブリッドアニメとして制作される予定で、背景のプレート・ミニチュア・セットとメインキャラクターはモーションキャプチャーのCGとしてシーンに合成され、エキスパートビジョンハイアーズ社のファルコン10カメラシステムでリアルな人間の動きをキャプチャしてキャラクターに適用させる予定だった。そして、1年半の制作期間を経て、1997年5月、ついにテスト上映が実現した。カッツェンバーグは「見た目も悪いし、効果もない、面白くもない、気に入らない」と、満足のいく結果ではなかった。その後、スタジオはパシフィック・データ・イメージズ（PDI）の制作パートナーに依頼した。PDIは1998年にスタジオで制作を開始し、本作の最終的なコンピュータアニメーションの完成に貢献した。この頃、スタジオではまだ『アンツ』が制作中で、エフェクト・スーパーバイザーのケン・ビーレンバーグは、アロン・ワーナーから「シュレックの制作を始めてほしい」と頼まれた。これまでの作品と同様、PDIはアニメーション映画に独自のソフトウェア（フルード・アニメーション・システムなど）を使用していた。しかし、いくつかの要素では、市販の強力なアニメーションソフトも活用した。特に、PDIがダイナミッククロスアニメーションの大部分とフィオナとファークアードの髪に使用したMayaは、その傾向が顕著に出ている。
ホイは、「キャラクターとセットアップに多くの労力を費やし、アニメーションを作りながらセットアップを変え続けました」と述べ、「『アンツ』では、顔の筋肉をすべて皮下で表現するフェイシャルシステムを採用しました。シュレックでは、それを全身に応用したのです。シュレックが話すときに注意して見ると、あごを開くと二重あごになるのは、その下に脂肪と筋肉があるためです。このようなディテールを正確に表現するのに長い時間を要しました」と語った。制作で最も苦労したのは、ドンキーの毛並みがチアペットのようにならないよう、なめらかに流れるようにすることだった。そこで、サーフェシングアニメーターが複雑なシェーダーの中でフロー制御を行い、毛皮にさまざまな属性（方向を変える、平らにする、渦を巻くなど）を持たせることにした。そして、毛皮を環境に応じて反応させるのは、ケン・ビレンバーグを中心とする視覚効果グループの仕事である。この技術を習得すれば、草や苔、ヒゲ、眉毛、シュレックの服の糸など、作中のさまざまなシーンに応用することができるようになる。人間の髪の毛をリアルに表現するのは、ドンキーの毛皮とは異なり、別のレンダリングシステムが必要で、照明やVFXのチームもかなり気を使った。
結果、本作は31シークエンス、総撮影枚数1,288枚となった。アロン・ワーナーは、「クリエイターが没頭できる不思議な環境を思い描いた」と語っている。本作には、映画の世界を作るために36の別々の場所が含まれており、ドリームワークスは、過去のどのコンピュータアニメーション作品よりも多いとしている。撮影場所は最終決定され、過去のドリームワークスのアニメーション映画で実証されたように、色と雰囲気が最も重要視された。アニメーションは2000年に完成した。

### 音楽
本作は、『アンツ』（1998年）、『チキンラン』（2000年）に続き、ハリー・グレッグソン＝ウィリアムズがジョン・パウエルと組んで作曲したドリームワークスのアニメ映画第3作（『シュレックシリーズ』では唯一の作品）である。パウエルは、後の本作の作曲をグレグソン＝ウィリアムズと共同で行うことになったが、競合のため省かれた。収録はアビー・ロード・スタジオでニック・ウォレッジとスラム・アンドリュースが行い、後者がメディア・ベンチャーズでミキシング、パトリシア・サリバン＝フォースターがマスタリングを担当した。
本作は新しい要素を導入して、映画に独特の雰囲気を出している。ポップ・ミュージックなどのオールディーズを使い、物語をより前面に押し出した作品となった。「オン・ザ・ロード・アゲイン」や「トライ・ア・リトル・テンダネス」といった曲のカバーが映画のスコアに組み込まれた。スマッシュ・マウスの「オール・スター」が映画のオープニングで使われ、人気を博した。完成が近づいた頃、カッツェンバーグは「大笑いして帰ろう」と映画のエンディングを作り直すことを制作者に提案した。夕日に向かって走り去るシュレックとフィオナの上に絵本のように閉じるだけで映画を終えるのではなく、スマッシュ・マウスがカバーした「アイム・ア・ビリーバー」を加え、おとぎ話のキャラクターたちをすべて登場させようと考えたのである。
ルーファス・ウェインライトの「ハレルヤ」バージョンはサウンドトラック・アルバムに収録されているが、作中に登場するのはジョン・ケイルのバージョンである。ルーファス・ウェインライトはラジオのインタビューで、「ハレルヤ」のバージョンが作中に登場しなかったのは、彼がセクシャリティであるがゆえに「ガラスの天井」にぶち当たったためだと示唆している。また、ウェインライトはドリームワークスのアーティストであったが、ケイルはそうではなかったため、映画制作者はケイルのバージョンを作中に使いたかったが、ライセンスの問題でサウンドトラック・アルバムに使用できなかったという説明もある。

### 文化的背景
本作では、ところどころでウォルト・ディズニー・アニメーション・スタジオの作品を中心とした名作が引用されている。ティンカー・ベルがドンキーの上に乗って「私は飛べる」と言うと、三匹の子豚をはじめ周りの人々が「彼は飛べる、彼は飛べる」と言うのは、映画『ピーター・パン』にちなんだものである。このシーンは、映画『ダンボ』の中で、ドンキーが飛びながら「家が飛ぶのは見たことがあるかもしれないし、スーパーフライだって見たことがあるかもしれないが、ドンキーが飛ぶのは見たことがないに違いない！」と言っているところにも通じている。フィオナが青い鳥に歌いかけるシーンは、映画『白雪姫』を、終盤の変身シーンは、映画『美女と野獣』を基にしている。
シュレックが城への橋を渡って「ドンキー、それでいい」と言うのは、映画『ベイブ』を、フィオナ姫が取り巻き連中と戦うシーンは、映画『マトリックス』を基にしている。最後に松葉杖をついたクッキーマンが「みんなに神の祝福を」と言うが、これは『クリスマス・キャロル』のタイニーティムを基にしている。
魔法の鏡がファークアード卿に3人のプリンセスとの結婚を選択させるシーンでは、アメリカの人気テレビ番組『デート・ゲーム』をパロディにしており、シンデレラと白雪姫も登場する。また、ファークアード卿が建てたテーマパーク風の王国・デュロックは、ディズニーランドを大きく模倣しており、歌う人形のシーンでは「イッツ・ア・スモールワールド」をパロディにしている。ファークアード卿自身は、プロデューサーのカッツェンバーグが嫌っているとされる当時のディズニーCEOであるマイケル・アイズナーの不愉快なパロディだとも言われている。

## 封切り

### マーケティング
2000年、IMAXのブランドの大型映画館で、『アンツ』のバー・シーケンスをはじめ、さまざまな短編アニメーションやシークエンスを立体視化したコンピレーション・フィルム『サイバー・ワールド』を公開した。ドリームワークスは、このシークエンスの「立体視翻訳」に使用された技術に非常に感銘を受け、スタジオとIMAXは大画面の3D版『シュレック』を計画することにした。2001年のクリスマスシーズン、あるいは従来の2D公開を経て翌夏に再公開された。再公開では、新しいシークエンスと別のエンディングも収録される予定だった。この計画は、ドリームワークスの「クリエイティブな変更」によって中止され、IMAXの利益324万ドルを下回る118万ドルの損失となった。
ラジオ・ディズニーは、「ウォルト・ディズニー・カンパニーとの最近の取り組みにより、本作と宣伝的に連携しないよう求められている。ステーションは、個々の市場においてのみ、スポットドルを受け入れることができる」と述べた。その後、この制限を緩和し、本作のサウンドトラック・アルバムの広告をネットワークに掲載することを許可した。
2001年5月7日、バーガーキングは本作のプロモーションを開始し、ビッグキッズミール、キッズミールの注文で、シュレックのキャラクターをモチーフにした9種類の限定キャディーを配布した。また、アイスクリームチェーンのバスキン・ロビンスは、本作のプロモーションを8週間にわたって行い、オレオ・クッキー＆クリームアイスクリーム、ホットファッジ、クラッシュ・チョコレートクッキー、ホイップクリーム、グミを組み合わせた「シュレックのホットスラッジサンデー」や、シュレックとドンキーがひまわりの枠に入った「シュレックのフリーズフレーム・ケーキ」などの商品を販売した。これは、本作のDVDやVHSの発売をサポートするためのものだった。

### DVDリリース
2001年11月2日にドリームワークス・ホームエンターテイメントからVHSとDVDで発売された。シュレックのエンディング直後、登場人物たちがモダンポップスのメドレーを披露する約3分のショートフィルム『シュレック・カラオケ・ダンス・パーティ』も収録されている。
また、ピクサーの『モンスターズ・インク』が公開されたのと同じ日にビデオで公開された。ビデオ発売は火曜日が通例だったため、ディズニーの幹部はこれを快く受け入れず、「自分たちの作品の息の根を止めようとする裏工作のように思える」と述べたという。ドリームワークスは、「単にイベント性を高めるために金曜日に公開をシフトしただけで、他のスタジオも重要な映画についてはもっと頻繁にそうすると予測している」と回答している。『モンスターズ・インク』はその週末に6,200万ドル以上を記録し、アニメ映画の記録を塗り替えた。『シュレック』のビデオ発売は1億ドルを超え、最終的には550万枚以上を売り上げ、当時最も売れたDVDとなった。シュレックは、DVDとVHSでドリームワークスに4億2,000万ドル以上の収益をもたらし、2002年1月までに出荷された2300万枚のうち2100万枚以上を記録した。その時点で全世界で本作のDVDは1,000万枚以上販売されている。
2010年12月1日にパラマウント・ホーム・エンターテインメントから続編とともに3D版のブルーレイが発売され、その6日後にシリーズの通常の2Dブルーレイボックスセットが発売された。
本作の公開20周年を記念して、2021年5月11日にUltra HD Blu-ray版がユニバーサル・ピクチャーズ・ホームエンターテイメントから発売された。

### 派生作品
本作のビデオゲーム化は、『シュレック』（2001年）、『シュレック・ハッスル・アット・ザ・キャッスル』（2002年）、『シュレック・エクストラ・ラージ』（2002年）、『シュレック・スーパー・パーティ』（2002年）、『シュレック・スーパースラム』（2005年）など、さまざまなゲーム機で発表されている。また、ビデオゲーム『トニーホークのアンダー・グラウンド2』（2004年）には、アンロック可能なボーナスキャラクターとしてシュレックが登場した。
2003年、ダークホースコミックスは、マーク・エヴァニアが執筆した『シュレック』の3巻のミニシリーズを発売し、後に大型ペーパーバックにまとめられた。
本作をもとに、ジーイーン・テオーリが音楽、デヴィッド・リンゼイ＝アベアーが作詞・作曲したミュージカル版は、2008年12月14日にブロードウェイで開幕し、2010年1月3日に閉幕、全441公演が行われた。主演はブライアン・ダーシー・ジェームズ、フィオナ姫役はサットン・フォスター、ファークアード卿役はクリストファー・シーバー、ドンキー役はダニエル・ブレーカー、ピノキオ役はジョン・タータグリアが務めた。後にブロードウェイ公演の模様を収録し、DVD、ブルーレイ、デジタルメディアで発売された。2010年7月25日、シカゴで北米ツアーが開幕しました。2011年6月7日、ウェスト・エンド・シアターでロンドン公演が行われた。トニー賞にも多数ノミネートされ、2009年の衣装デザイン賞を受賞した。ローレンス・オリヴィエ賞では、ニュー・ミュージカル賞を含む5部門にノミネートされた。
2018年11月29日に3GI Industriesから『シュレック・リトールド』というタイトルの一発撮りファンリメイクが投稿された。このプロジェクトは200人の映像作家の協力のもと、実写、手描きアニメーション、Flashアニメーション、CGIなど様々なアートをミックスして再現しており、YouTubeで無料公開されている。

### 続編・スピンオフ作品
2004年にはアカデミー賞にノミネートされた『シュレック2』、2007年には『シュレック3』、2010年には『シュレック フォーエバー』と3本の続編が公開された。『シュレック2』だけは批評家から同様の評価を受けたが、続編3作はいずれも商業的に成功した。ホリデーシーズンをテーマにした短編映画として『シュレックの愉快なクリスマス』（2007年）と『シュレック 怖がりやは誰だ』（2010年）が公開され、2011年には『長ぐつをはいたネコ』というスピンオフ前日譚映画も公開された。当初、『シュレック フォーエバー』の製作中に長編映画5作目が計画されたが、後にドリームワークス・アニメーションのCEOであるジェフリー・カッツェンバーグによってこの構想は放棄された。2016年に予定されていたNBCユニバーサルによるドリームワークス・アニメーションの買収に先立ち、『シュレック』第5作が2019年に公開されることが発表された。2018年11月6日、『バラエティ』は、クリス・メレダンドリが『シュレック』と『長靴をはいたネコ』の両方のリブートを任され、オリジナルキャストが再び登場する可能性があると報じた。シュレック5作目の脚本が完成したとキャストから報告があったものの、製作は停滞し、今後の計画はまだ公式に発表されていない。

## 評価

### 興行成績
本作は、3,587館、約6,000スクリーンで公開され、そのうち11館はデジタル上映された。ドリームワークスが自社作品をデジタル上映するのは今回が初めてとなった。初日で1,160万ドル、オープニング週末で4,230万ドルを記録し、週末の興行成績はトップ、3,587館で平均11805ドルを記録した。2週目の週末はメモリアルデーの連休のため、0.3％増の4,250万ドル、週末4日間で5,520万ドルとなり、全体で30％増となった。にもかかわらず、『パール・ハーバー』に次ぐ2位となり、3,623館への拡大から平均15,240ドルを記録した。3週目の週末には、3,661館に拡大し、34％減の2,820万ドル、平均7,695ドルとなった。最終的に国内で2億6,770万ドル、海外で2億1,670万ドル、全世界で4億8,440万ドルを記録し、2001年12月6日に封切られた。6,000万ドルの予算で制作された本作は、興行的に大成功を収め、2001年の第4位の興行収入を記録している。
オーストラリアで公開されたアニメーション映画としては、1994年に『ライオン・キング』が記録した数字を抜き、史上最高の興行収入を達成した。イギリスでは、前週の『トゥームレイダー』を抜き、公開以来2,030万ドルを記録し、イギリス興行収入の首位に返り咲いた。

### 映画批評家によるレビュー
本作は、レビュー収集サイトであるRotten Tomatoesの208の専門家のレビューに基づく支持率が88％で、平均評価は7.8/10となっている。「おとぎ話を受け入れ、同時に覆す一方で、不遜なシュレックは、ディズニーの鼻をいじり、子供たちに道徳的なメッセージを与え、視聴者に面白くて速い乗り物を提供することに成功している」と書かれている。Metacritic（加重平均方式）では、34人の批評家に よる評価で、100点満点中84点となり、全世界で高い評価を得たことが示された。CinemaScoreによる観客の投票では、A+からFのスケールで平均「A」の評価を得た。

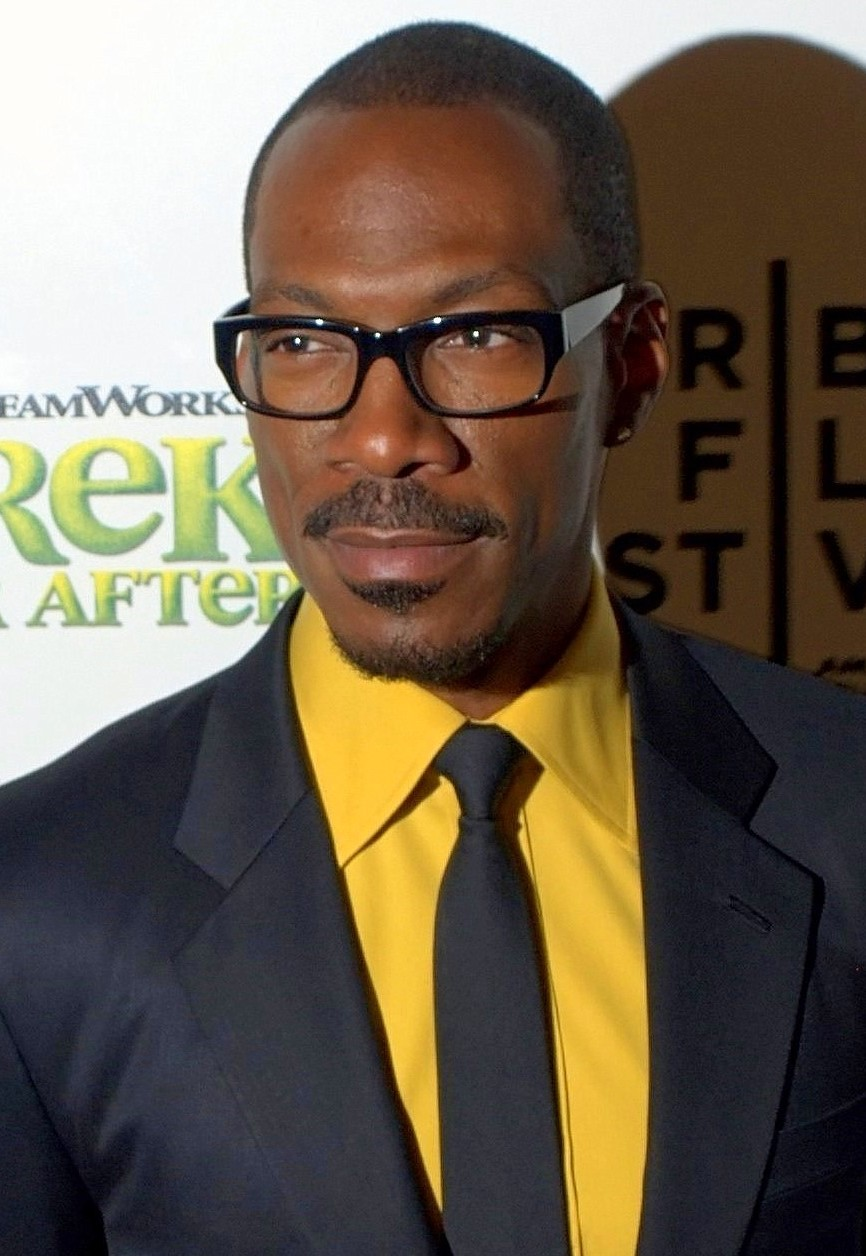
エディ・マーフィによるドンキーの演技と役柄が批評家から絶賛された。

映画監督のロジャー・イーバートは、「陽気で邪悪、陰険なジョークに満ちているが、どこか心を持っている」と評価し、4点満点で4点をつけた。『USAトゥデイ』のスーザン・ヴロシュチーナは、エディ・マーフィの演技について、「センセーショナルなデジタル技術に助けられ、少し神経質なやるせなさを感じさせる彼のキャリアにおけるコミカルな演技を披露している」と賞賛している。『タイム』のリチャード・シッケルも、「マーフィほど面白いバカを演じた者はいない」と、マーフィの役作りを評価している。『ニューヨーク・マガジン』のピーター・レイナーは脚本を気に入り、「アンドリュー・アダムソンとヴィッキー・ジェンソンが監督したアニメーションは、しばしば脚本と同じレベルでくねくねと動いている。しかしフィオナ姫やファークワッド卿など、より『人間』らしいキャラクターは、動物や生き物より面白みがない」と書いている。『ローリング・ストーン』のピーター・トラヴァースは、「シュレックは、来年初めて公式なアニメーション・オスカーを授与するアカデミーをも魅了する世界的な魅力を持っている」と書いている。『リール・ビュー』のジェームズ・ベラーディネリは、「シュレックは、洗練された映画ファンにとって罪のない喜びではなく、純粋に、単純に、喜びである」と、4点満点中3.5点の評価を出している。『ロサンゼルス・タイムズ』のケネス・トゥランは、「ウィットに富んだ、分裂したおとぎ話『シュレック』は、巧妙な文章という確かな基盤を持っている 」と書いている。『エンターテインメント・ウィークリー』のリサ・シュワルツバウムは、この映画にA-を付け、「一種の宮殿クーデターであり、反抗の叫びであり、ドリームワークスの青春である」と評価した。オーランド・センチネルのジェイ・ボイヤーは、「本作が本の遊び心にあふれた脱構築の精神を捉え、さらに発展させたことを報告できるのは喜ばしいことだ」と書いている。
『デンバー・ポスト』のスティーブン・ローゼンは、「ドリームワークス・ピクチャーズは、子供も大人も同様に楽しめる、想像力豊かで面白いアニメーション映画で信頼できる会社であることが再び証明された」と書いている。『デトロイト・ニュース』のスーザン・スタークは、4つ星のうち4つを与え、「迅速、スイート、不遜、乱暴、そしてデザインにおける素晴らしさと同様に脚本と声の仕事においても気骨がある」と書いている。『デイリーニューズ』のジャミ・バーナードは、4つ星のうち4つを与え、「声、脚本、演出、アニメーションのすべての輝きが、本作を真の洗練された愛らしい感染力のある作品に仕上げている」と評した。レネ・ロドリゲスは4つ星のうち3つを与え、「決してシニカルにもガサツにもならない、嬉々として破砕されたおとぎ話」と評価した。『ニューヨーク・タイムズ』のエルビス・ミッチェルは、5つ星のうち4つの評価を与え、「イラつくほど可憐なディズニーの商標を打ち負かすことは、何も新しいことではない。ただ、それがシュレックのような解体的熱意を持って行われたことはほとんどなかった」と述べている。原作者のウィリアム・スタイグと妻のジャンヌ・スタイグも本作を楽しんでおり、「私たちは皆、『ハリウッドはこの作品に何をしたのだろう』と、嫌がることを予想して行ったんだ。しかし、私たちは気に入った。私たちは、あまりに気持ち悪いかわいらしい作品になることを恐れていたが、その代わりに、ビルはただ素晴らしく、ウィットに富んだ仕事をしたと思った」と述べている。
『ニューズデイ』のジョン・アンダーソンは、「あらゆる年齢層の人々を楽しませ、おそらくこれから先もずっと楽しめるような作品だ」と書いている。『ボストン・グローブ』のジェイ・カーは、「多くの作品が古くさく見える時代に、本作は新しく、新鮮で、スマートに見える」と書いている。『ワシントン・ポスト』のスティーブン・ハンターは、5つ星のうち5つを与え、「ハイテクな奇妙さにもかかわらず、不朽の名作であり、真実の物語である」と書いている。『サクラメント・ビー』のジョー・バルテイクは、「本作は、ディズニーのすべてを模倣したものではなく、実際には子供向けの『モンティ・パイソン』だ」と書いている。『ニューヨーク・オブザーバー』のアンドリュー・サリスは、「本作に芸術的な特別感を与えているのは、実写映画での輝かしい演技を思わせる声のカリスマ的な出演者による、ウィットに富み、わかっているような生意気な会話である」と書いている。『シカゴ・リーダー』のリサ・アルスペクターは、「このロマンティック・ファンタジーは、『美女と野獣』の役割を複雑にし、繊細なフィナーレがどのような形でなされるかを推測するのを難しくしている」と書いている。『ウォール・ストリート・ジャーナル』のジョー・モーゲンスターンは、「ウィリアム・スタイグの児童文学を原作とする本作の魅力は、大人向けのジョークをはるかに超えている」と書いている。『シアトル・タイムズ』のジョン・ゼブロウスキーは4つ星のうち3つを与え、「本作は、序盤の退屈なシーンを支えてくれたキャストに大いに助けられている。しかし、これはマーフィの映画だ。ドンキーはいいセリフを言うし、マーフィはそのセリフをことごとく言い当てる」と述べた。
『シカゴ・トリビューン』のマーク・キャロは4点満点中2.5点の星をつけ、『トイ・ストーリー2』と比較し、「流行りを見せようとしたり心からの感情を呼び起こすのに無理がなく、ジョークと笑いの比率が高かった」と評している。より否定的な面では、『ヴィレッジ・ヴォイス』のマイケル・アトキンソンは、「半秒でも退屈するリスクを必死で避けている」と述べている。AP通信のクリスティ・レミアは、本作を「90分間、冗談のオンパレード」と評している。『ザ・ニューヨーカー』のアンソニー・レインは、「表面の描写が巧妙であるにもかかわらず、デジタルルックには何か平板で魅力がなく、楽しみのほとんどはメインのロマンスからではなく、素早い、付随するギャグから立ち上がる」と述べている。

### 受賞歴
第74回アカデミー賞では、『モンスターズ・インク』や『ジミー・ニュートロン 僕は天才発明家!』を抑え、本作が史上初のアニメ映画賞を受賞した。また、アニメーション映画として初めて脚色賞にノミネートされた。『エンターテインメント・ウィークリー』は、本作を10年後の「ベスト・オブ・リスト」に掲載し、「プリンスチャーミング？そう、前世紀だ。この10年間、おとぎ話ファンとフィオナ姫は、太って腹ペコのオーガに夢中になった。これは進歩だ」と語っている。また、ゴールデングローブ賞のミュージカル／コメディー部門にノミネートされた。
また、英国アカデミー賞の作品賞を含む6部門にノミネートされた。エディ・マーフィは、声優として初めて英国アカデミー賞にノミネートされた。また、視覚効果賞、音響賞、映画音楽賞にノミネートされ、脚色賞を受賞した。ASIFAハリウッドのアニー賞12部門にもノミネートされ、長編作品賞を含む8部門でアニー賞を受賞した。
2008年6月、アメリカン・フィルム・インスティチュートは、クリエイティブ関係者1,500人以上を対象に、アメリカ映画の定番10ジャンルのベストテンを発表し、本作はアニメーションジャンルのベスト8作品として認められ、ディズニー・ピクサー作品以外では唯一トップ10入りを果たした。チャンネル4の「最も偉大なファミリー映画100本」の投票でも2位にランクされ、『E.T.』に首位の座を奪われた。2005年、チャンネル4の「名作アニメ100選」の投票で、『ザ・シンプソンズ』『トムとジェリー』『サウスパーク』『トイ・ストーリー』『ファミリー・ガイ』に次いで、シュレックは6位となった。2009年11月、IGN UKの「ファンタジーの悪役トップ15」で、登場人物のファークアード卿が14位にランクインした。2006年、Bravoの「最も面白い映画100本」で3位にランクインした。キャラクターであるシュレックは、2010年5月、ハリウッド・ウォーク・オブ・フェームで星を授与された。
アメリカン・フィルム・インスティチュートでの受賞歴は以下の通りである。
- アメリカ映画100年のヒーローと悪役ベスト100
  - シュレック - ノミネート[131]
- アメリカ映画主題歌ベスト100
  - アイム・ア・ビリーバー - ノミネート[131]
- アメリカ映画ベスト100（10周年エディション） - ノミネート[131]
- 10ジャンルのトップ10 - アニメーション映画第8位[131]

また、2001年のカンヌ映画祭でプレミア上映され、パルム・ドール賞にて、ディズニーの『ピーター・パン』以来のアニメーション映画として選ばれた。

### 文化的影響
これまでの映画やテレビ番組では、『ロッキーとブルウィンクルの大冒険』や『プリンセス・ブライド・ストーリー』など、伝統的なおとぎ話をパロディ化したものがあった。しかし、本作そのものは、現在の主流であるアニメーション映画に顕著な影響を及ぼしている。特に『シュレック2』以降、アニメ映画はポップカルチャーの引用や終盤のミュージカルナンバーをより多く取り入れるようになった。このような要素は、『ロボッツ』『チキン・リトル』『ドゥーガル』などの作品で見ることができる。また、本作は、童話やそれに関連する物語を模倣し、しばしば大人向けのユーモアを盛り込んだコンピューターアニメーション映画にも影響を与えたが、そのほとんどは、『ハピネス・エバー・アフター』『イゴール』『リトル・レッド レシピ泥棒は誰だ!?』など、本作ほどの成功を収めなかった。2020年、「文化的、歴史的、美学的に重要」であるとして、アメリカ議会図書館のアメリカ国立フィルム登録簿に保存されることが決定した。

## テレビ放送
| 回数 | 放送局     | 放送枠           | 放送日         | 平均世帯視聴率 | 備考         |
| ---- | ---------- | ---------------- | -------------- | -------------- | ------------ |
| 1    | 日本テレビ | 金曜ロードショー | 2004年11月12日 |                | 地上波初放送 |
| 2    | TBS        | 月曜ゴールデン   | 2006年7月31日  |                |              |
| 3    | TBS        | 月曜ゴールデン   | 2008年7月14日  |                |              |
| 4    | 日本テレビ | 映画天国         | 2021年2月2日   | 1.2%           |              |